# Porto do Son
Porto do Son – gmina w Hiszpanii, w prowincji A Coruña, w Galicji, o powierzchni 94,58 km². W 2011 roku gmina liczyła 9699 mieszkańców.